# Nikki Haley
Nimarata Nikki Randhawa (Nikki) Haley (Bamberg, South Carolina, 20 januari 1972) is een Amerikaans politica. Ze is lid van de Republikeinse Partij. Van begin 2017 tot eind 2018 was Haley ambassadeur van de Verenigde Staten bij de Verenigde Naties. Daarvoor was ze van 2011 tot 2017 de eerste vrouwelijke gouverneur van de Amerikaanse staat South Carolina. Haley is een voormalig Republikeins kandidate voor de Amerikaanse presidentsverkiezingen in 2024. Ze werd de eerste vrouw in haar partij die de voorverkiezingen voor presidentsnominatie in een Amerikaanse staat won.

## Levensloop
Haley werd op 20 januari 1972 in het Amerikaanse Bamberg, South Carolina geboren als kind van Indiase ouders, die vanuit het district Amritsar naar Canada emigreerden. Via Vancouver kwamen zij in de Verenigde Staten terecht. Haley heeft twee broers en een zus, geboren in Singapore.
Haley studeerde in South Carolina af aan Orangeburg Preparatory Schools en Clemson University met een Bachelor of Science.

### Volksvertegenwoordiger South Carolina
In 2004 stelde Haley zich verkiesbaar voor het Huis van Afgevaardigden van South Carolina. Bij de Republikeinse voorverkiezingen wist ze de ervaren Larry Koon, op dat moment al bijna 30 jaar werkzaam in het Huis van Afgevaardigden, te verslaan. Zonder tegenstand won ze vervolgens ook de algemene verkiezing, waardoor ze de eerste Indiaas-Amerikaanse volksvertegenwoordiger van South Carolina werd. In 2006 en 2008 werd ze herkozen; in 2008 kreeg ze 83 procent van de stemmen, tegen 17 procent voor haar Democratische opponent Edgar Gomez.

### Gouverneur South Carolina
In 2009 stelde ze zich kandidaat voor het gouverneurschap van South Carolina, daartoe overgehaald door partijgenoot en zittend gouverneur Mark Sanford, die zich na twee termijnen niet opnieuw verkiesbaar mocht stellen. Bij de voorverkiezingen stond Haley geruime tijd onderaan in de peilingen, maar met de steun van partijprominenten als Mitt Romney en Sarah Palin slaagde zij er toch in de Republikeinse nominatie naar zich toe te trekken. Bij de gouverneursverkiezingen in 2010 nam Haley het op tegen de Democratische kandidaat Vincent Sheheen. Met een kleine voorsprong van ruim 4 procent werd Haley op 2 november 2010 verkozen tot de eerste vrouwelijke gouverneur van South Carolina. Ze werd beëdigd op 12 januari 2011.
Bij de gouverneursverkiezingen van 2014 stelde Haley zich herkiesbaar voor een tweede termijn. Haar Democratische tegenstander werd opnieuw Vincent Sheheen. Ditmaal won Haley afgetekend: ze ontving bijna 56 procent van de stemmen. Haar tweede ambtstermijn ging van start op 14 januari 2015.

### Ambassadeur Verenigde Naties
In december 2016 werd Haley door president-elect Donald Trump genomineerd voor de functie van ambassadeur van de Verenigde Staten bij de Verenigde Naties. Haar nominatie werd op 24 januari 2017 goedgekeurd door de Amerikaanse Senaat en op 27 januari 2017 bood ze haar geloofsbrieven aan aan secretaris-generaal António Guterres. Het gouverneurschap van South Carolina werd overgenomen door luitenant-gouverneur Henry McMaster. Op 9 oktober 2018 diende Haley haar ontslag in als de Amerikaanse VN-ambassadeur. Ze bleef evenwel in functie tot eind 2018.
Van 29 april 2019 tot 19 maart 2020 was Haley lid van de raad van bestuur van Boeing.
Tijdens de presentatie van haar boek With All Due Respect, waarin ze haar jaren als VN-ambassadeur beschrijft, verklaarde ze op 8 november 2019 dat president Trump geen impeachable offence had gepleegd in zijn telefonisch contact met president Zelensky. Voorts beschuldigde ze voormalig minister Rex Tillerson en voormalig stafchef John Kelly van ondermijning van het gezag van de president, door haar te melden dat zij de president soms moesten weerstaan om het land te redden. Volgens Haley is dat een onaanvaardbare route voor White House officials.

### Presidentskandidate
Op 14 februari 2023 stelde Haley zich kandidate voor de Amerikaanse presidentsverkiezingen van 2024. Bij de eerste Republikeinse voorverkiezingen in de staat Iowa op 16 januari 2024 eindigde ze met 19 procent van de stemmen als derde achter Ron DeSantis (21 procent) en Donald Trump (51 procent). Bij de tweede voorverkiezingen op 23 januari 2024 in de staat New Hampshire waren zij en Trump nog de enige overgebleven kandidaten. Haley werd tweede met 43,3 procent van de stemmen na Trump die 54,3 procent binnenhaalde. Op 24 februari bij de vijfde voorverkiezingen in haar thuisstaat South Carolina haalde ze zo'n 40 procent van de stemmen binnen tegenover de 60 procent van Trump.

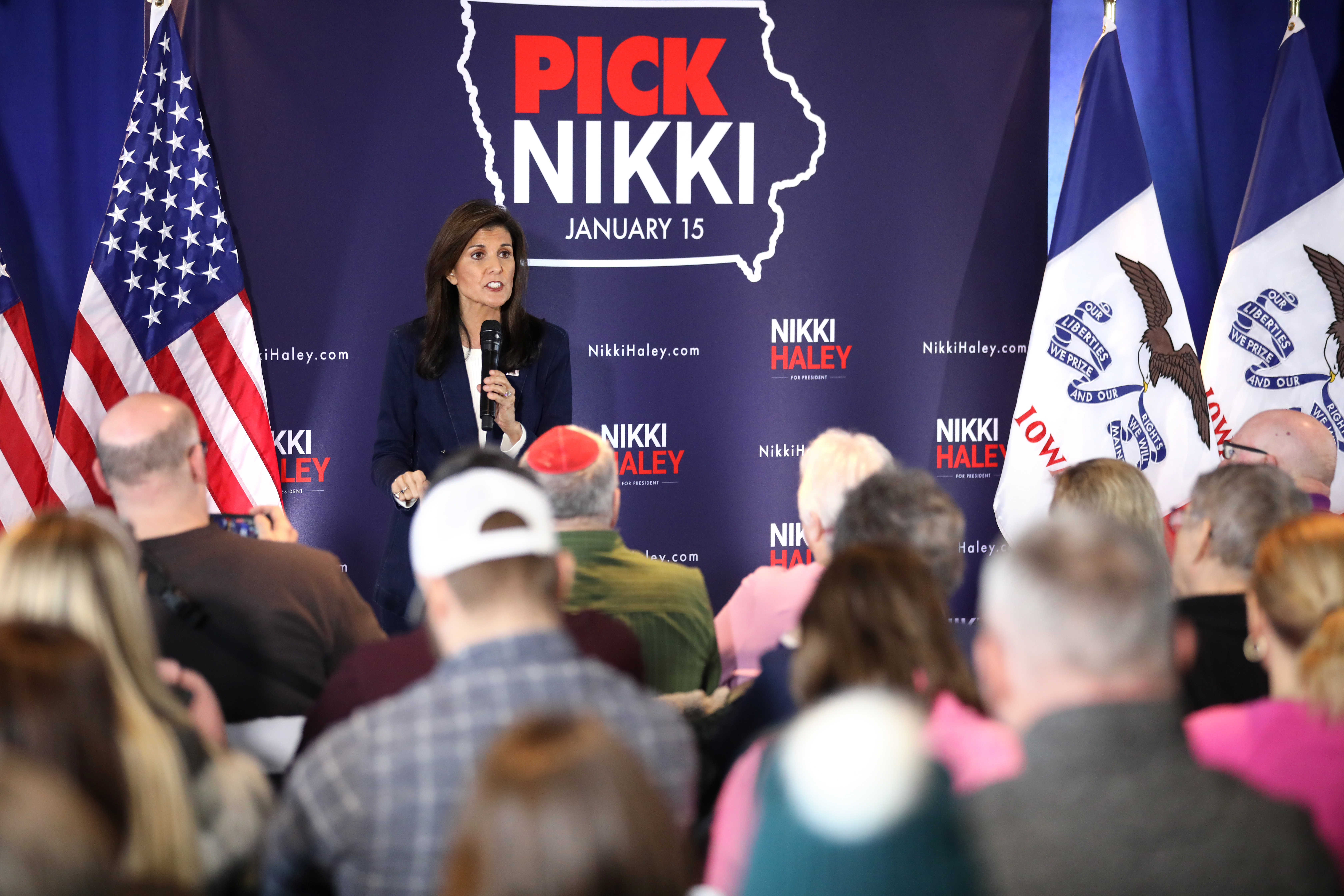
Nikki Haley op campagne in Iowa (2024)

Haley bleef in de race tot aan Super Tuesday op 5 maart. Ze won met Vermont slechts een van de vijftien deelnemende staten. De volgende dag kondigde ze aan haar kandidatuur op te schorten, waardoor Trump geen tegenstander meer had voor de nominatie bij de Republikeinen. Enkele dagen eerder had Haley ook nog Washington D.C. binnengehaald, waardoor ze de eerste vrouw werd die een voorverkiezing bij de Republikeinse Partij won. Maar uiteindelijk had ze slechts twee van de tweeëntwintig voorverkiezingen gewonnen, waaraan ze had deelgenomen. Op de Republikeinse Partijconventie in juli 2024 sprak ze in een toespraak haar onvoorwaardelijke steun uit voor Trump als presidentskandidaat in de verkiezingen op 5 november.
- Bibsys: 1560508703629
- Gemeinsame Normdatei: 1121631797
- International Standard Name Identifier: 0000 0001 3994 7865
- Library of Congress Control Number: n2011073564
- Nationale Bibliotheek van Israël: 987011416263905171
- Nationale Bibliotheek van Polen: a0000003631223
- SNAC: w60m30x8
- Virtual International Authority File: 187223623
- WorldCat: E39PBJgRTpvy3wbvpJ3DKDGPwC